# Warrior Tour
Il Warrior Tour è stato il secondo tour musicale della cantante statunitense Kesha, a supporto del suo secondo album in studio Warrior (2012).

## Artisti d'apertura
- Justice Crew  (in Nord America)
- Jump Smokers!  (in Nord America
- Fuse ODG  (nel Regno Unito)
- Raego & Mista  (nella Repubblica Ceca)
- Semi Precious Weapons  (in Nord America)
- Mike Posner  (in Nord America)
- DJ Karma  (a Las Vegas)

## Setlist
Questa è la setlist del concerto di Milwaukee, non è pertanto rappresentativa di tutti gli show.
1. Warrior
2. Crazy Kids
3. We R Who We R
4. Blow (contiene elementi del Cirkut Remix)
5. Gold Trans Am
6. Dirty Love
7. Take It Off (versione rock)
8. Party At a Rich Dude's House
9. C'Mon
10. Supernatural
11. Animal
12. Machine Gun Love
13. Last Goodbye
14. Blah Blah Blah
15. Your Love Is My Drug
16. Tik Tok

Encore
1. Die Young

## Date
| Nord America      |                  |                 |                                     |
| 23 maggio 2013    | Boston           | Stati Uniti     | Comcast Center                      |
| 25 maggio 2013    | Atlantic City    | Stati Uniti     | Golden Nugget Atlantic City         |
| 26 maggio 2013    | Atlantic City    | Stati Uniti     | Golden Nugget Atlantic City         |
| 31 maggio 2013    | Holmdel Township | Stati Uniti     | PNC Bank Arts Center                |
| 1º giugno 2013    | Wantagh          | Stati Uniti     | Nikon at Jones Beach Theater        |
| 2 giugno 2013     | Pittsburgh       | Stati Uniti     | First Niagara Pavilion              |
| 4 giugno 2013     | Montréal         | Canada          | Bell Centre                         |
| 5 giugno 2013     | Toronto          | Canada          | Molson Canadian Amphitheatre        |
| 7 giugno 2013     | Detroit          | Stati Uniti     | The Palace of Auburn Hills          |
| 8 giugno 2013     | Cincinnati       | Stati Uniti     | Horseshoe Casino Cincinnati         |
| 9 giugno 2013     | Chicago          | Stati Uniti     | First Midwest Bank Amphitheatre     |
| 11 giugno 2013    | Denver           | Stati Uniti     | Fiddler's Green Amphitheatre        |
| 14 giugno 2013    | Mountain View    | Stati Uniti     | Shoreline Amphitheatre              |
| 15 giugno 2013    | Las Vegas        | Stati Uniti     | Mandalay Bay Events Centre          |
| 16 giugno 2013    | San Diego        | Stati Uniti     | Sleep Train Amphitheatre            |
| 18 giugno 2013    | Los Angeles      | Stati Uniti     | Hollywood Bowl                      |
| 19 giugno 2013    | Phoenix          | Stati Uniti     | Ak-Chin Pavilion                    |
| 20 giugno 2013    | Albuquerque      | Stati Uniti     | Isleta Amphitheatre                 |
| 22 giugno 2013    | Houston          | Stati Uniti     | Cynthia Woods Mitchell Pavilion     |
| 23 giugno 2013    | Dallas           | Stati Uniti     | Gexa Energy Pavilion                |
| 24 giugno 2013    | San Antonio      | Stati Uniti     | AT&T Center                         |
| 27 giugno 2013    | Atlanta          | Stati Uniti     | Aaron's Amphitheatre at Lakewood    |
| 28 giugno 2013    | Tampa            | Stati Uniti     | Live Nation Amphitheatre            |
| 29 giugno 2013    | Miami Beach      | Stati Uniti     | BleauLive at Fontainebleau          |
| Europa            |                  |                 |                                     |
| 3 luglio 2013     | Cork             | Irlanda         | The Docklands                       |
| 5 luglio 2013     | Werchter         | Belgio          | KluB C                              |
| 6 luglio 2013     | Nibe             | Danimarca       | Must Forest                         |
| 7 luglio 2013     | Stoccolma        | Svezia          | Gröna Lund                          |
| 9 luglio 2013     | Amsterdam        | Paesi Bassi     | Paradiso                            |
| 10 luglio 2013    | Lussemburgo      | Lussemburgo     | Den Atelier                         |
| 12 luglio 2013    | Londra           | Regno Unito     | Queen Elizabeth Olympic Park        |
| 13 luglio 2013    | Kinross          | Scozia          | Balado Park                         |
| 15 luglio 2013    | Londra           | Regno Unito     | O2 Academy Brixton                  |
| 16 luglio 2013    | Parigi           | Francia         | Le Trianon                          |
| 18 luglio 2013    | Praga            | Repubblica Ceca | SaSaZu                              |
| 19 luglio 2013    | Vienna           | Austria         | Gasometrer                          |
| Nord America      |                  |                 |                                     |
| 9 agosto 2013     | Windsor          | Canada          | Caesars Casino Windsor              |
| 10 agosto 2013    | Bethlehem        | Stati Uniti     | Sands Steel Stage                   |
| 12 agosto 2013    | Vienna           | Stati Uniti     | Filene Center                       |
| 14 agosto 2013    | Raleigh          | Stati Uniti     | Red Hat Amphitheatre                |
| 15 agosto 2013    | Charlotte        | Stati Uniti     | Time Warner Cable Music Pavilion    |
| 17 agosto 2013    | Springfield      | Stati Uniti     | Illinois State Fairgrounds          |
| 18 agosto 2013    | Lincoln          | Stati Uniti     | Pershing Center                     |
| 19 agosto 2013    | Minneapolis      | Stati Uniti     | Myth the Nightclub                  |
| 21 agosto 2013    | Milwaukee        | Stati Uniti     | Eagles Ballroom                     |
| 23 agosto 2013    | Uncasville       | Stati Uniti     | Mohegan Sun Arena                   |
| 24 agosto 2013    | Essex Junction   | Stati Uniti     | Champlain Valley Exposition         |
| 25 agosto 2013    | Canandaigua      | Stati Uniti     | Marvin Sands Performing Arts Center |
| 27 agosto 2013    | Columbus         | Stati Uniti     | LC Pavilion                         |
| 28 agosto 2013    | Portsmouth       | Stati Uniti     | nTelos Wireless Pavilion            |
| 30 agosto 2013    | Bangor           | Stati Uniti     | Darling's Waterfront Pavilion       |
| 31 agosto 2013    | Gilford          | Stati Uniti     | Bank of New Hampshire Pavilion      |
| 1º settembre 2013 | Las Vegas        | Stati Uniti     | 1 Oak Mirage Las Vegas              |
| 7 settembre 2013  | Pomona           | Stati Uniti     | Fairplex                            |
| 21 settembre 2013 | Las Vegas        | Stati Uniti     | MGM Grand Garden Arena              |
| 25 settembre 2013 | Kingston         | Stati Uniti     | Ryan Center                         |
| 27 settembre 2013 | Baltimora        | Stati Uniti     | Pier Six Pavilion                   |
| 29 settembre 2013 | Ithaca           | Stati Uniti     | Barton Hall                         |
| Asia              |                  |                 |                                     |
| 24 ottobre 2013   | Manila           | Filippine       | Smart Araneta Colisrum              |
| 12 novembre 2013  | Tokyo            | Giappone        | Zepp                                |
| 13 novembre 2013  | Tokyo            | Giappone        | Zepp                                |
| 15 novembre 2013  | Osaka            | Giappone        | Namba Hatch                         |
| 17 novembre 2013  | Mumbai           | India           | Taj Mahal Place                     |

### Date cancellate
| Data             | Città        | Paese               | Luogo di esibizione           | Motivi                          |
| ---------------- | ------------ | ------------------- | ----------------------------- | ------------------------------- |
| 21 luglio 2013   | Istanbul     | Turchia             | Parkorman                     | Impegni dell'artista            |
| 9 agosto 2013    | Cleveland    | Stati Uniti         | Jacobs Pavilion at Nautica    | Spostato a Windsor, Ontario     |
| 22 ottobre 2013  | Giacarta     | Indonesia           | Skenoo Exhibition Hall        | Problemi tecnici                |
| 26 ottobre 2013  | Kuala Lumpur | Malaysia            | Stadium Negara                | Problemi legali                 |
| 13 febbraio 2014 | Dubai        | Emirati Arabi Uniti | Dubai Media City Amphitheatre | Problemi di salute dell'artista |
| 15 marzo 2014    | Hammond      | Stati Uniti         | Horeshoe Casino Hammond       | Problemi di salute dell'artista |
| 13 aprile 2014   | Green Bay    | Stati Uniti         | Kress Events Center           | Problemi di salute dell'artista |